# 阪田泰二
阪田 泰二（さかた たいじ、1910年1月27日 - 1968年10月7日）は、日本の大蔵官僚。
和歌山県出身。妻は「夢であいましょう」の司会者で、デザイナーの中嶋弘子。内閣官房副長官補の阪田渉は孫。小川駒橘元長崎師範学校校長は祖父。

## 略歴
- 府立一中、一高を経て、
- 1931年　東京帝大法学部法律学科卒、同年大蔵省入省、翌年預金部属
- 1942年1月 大臣官房秘書課長兼大蔵大臣秘書官
- 1945年8月 主計局第二課長
- 1946年2月 主計局審査課長
- 1948年7月 主計局次長
- 1949年6月 東京国税局長
- 1950年11月 日本銀行政策委員会大蔵省代表委員
- 1951年5月 経済安定本部財政金融局長
- 1952年8月 大蔵省管財局長
- 1953年2月 接収解除貴金属及びダイヤモンド関係事件に関し衆議院行政監察特別委員会に証人喚問される[1]
- 1953年8月 同・理財局長
- 1955年7月 国税庁長官（1956年7月まで）
- 1956年7月 日銀理事（1961年6月まで）
- 1961年6月 日本専売公社総裁（参院選に絡む選挙違反事件で、専売公社職員約100人が逮捕され1965年10月辞任。）